# Idioma ǃxóõ
El idioma !xóõ, también conocido como Taa, es una lengua joisana conocida por su gran número de fonemas. En 2002 la hablaban unas 4200 personas en todo el mundo. Principalmente se encuentran en Botsuana (4000 hablantes), pero también en Namibia. Hasta que se encontraron de nuevo unos pocos hablantes de nǀu en los noventa, taa era considerada como la última lengua superviviente de la familia lingüística tuu.

## Nombres alternativos
La lengua ha sido denominada mediante los nombres de algunas variantes, muchas de las cuales están actualmente extintas: ǀʼAuni, Kakia, Kiǀhazi, Nǀgamani, Ngǀuǁen. Y las variantes vivas: Nǀu-san, Xatia (Katia, Kattea, Khatia, Vaalpens, ǀKusi, ǀEikusi, Masarwa) y ǃKwi.
Existe mucha confusión respecto a estos nombres. Por ejemplo, ǀʼAuni es en realidad un dialecto de Nlu, en la familia ǃKwi y Nguen, Nǀu-san son nombres alternativos para esa lengua. ǃKwi parece ser más un dialecto del ǃKwi que un dialecto del Taa. Kakia podría ser una lengua separada en la familia lingüística taa y Xantia y las demás podrían ser, realmente variantes del nombre. En todo caso existe una variación dialectal en la lengua taa que debería ser descrita más correctamente como un continuo dialectal y no tanto como una lengua única.

## Fonología
Taa tiene al menos 58 consonantes, 31 vocales y cuatro tonos. Según el proyecto DoBes tendría 87 consonantes, 20 vocales y dos tonos, lo que la convertiría en la lengua con más sonidos conocida. Estos sonidos incluirían según los estudios de Anthony Traill 20 clicks y según los del proyecto DoBes 43. También tendría abundantes fonaciones para las vocales. Las opiniones van desde los 130 sonidos consonánticos que indica Traill a las 164 que registra el Proyecto DoBes y se debate si se trata de segmentos y sobre cuales de ellos son grupos consonánticos.

### Tonos
Traill describe cuatro tonos para el dialecto este del ǃXoon: alto [á], medio [ā], bajo [à] y medio descendente [â]. Sin embargo DoBes describe dos tonos, alto y bajo para este mismo dialecto lo que reflejaría un análisis diferente más que una diferencia en el sistema tonal.

### Vocales
Taa tiene cinco calidades vocálicas, [a e i o u]. Las descripciones de Traill y DoBes difieren en la fonación de esas vocales. No está claro si esa diferencia es una diferencia dialectal o una diferencia en el análisis.

### Consonantes
El taa resulta inusual en su forma de permitir la fonación mixta de sus consonantes. Esto se ha llamado "prepronunciación" pero igualmente parece tratarse de grupos consonánticos. Aquellos grupos de consonantes homorgánicos (que se pronuncian con un mismo órgano de fonación, como [dt]) se listan a continuación.
El consonantismo de esta lengua es complejo y no está claro hasta qué punto existe diferencia real entre dialectos y hasta qué punto se trata de un dispositivo de análisis.
|                     |                             | Labial | Dental | Alveolar | Palatal | Velar    | Velar      | Uvular     | Uvular        | Glotal |
| No-clics            | clics                       | Labial | Dental | Alveolar | Palatal | No-clics | clics      |            |               | Glotal |
| ------------------- | --------------------------- | ------ | ------ | -------- | ------- | -------- | ---------- | ---------- | ------------- | ------ |
| consonante oclusiva | sonora                      | b ~ v  | d      | dz       |         | ɡ        | ɡǃ etc.    | ɢ ~ ɴɢ     | ɢǃ ~ ɴɢǃ etc. |        |
| consonante oclusiva | sorda                       | p*     | t      | ts       |         | k        | kǃ etc.    | q          | qǃ etc.       | ʔ      |
| consonante oclusiva | aspirada                    | pʰ*    | tʰ     | tsʰ      |         | kʰ       | kǃʰ etc.   | qʰ         |               |        |
| consonante oclusiva | eyectiva                    |        | tʼ*    | tsʼ      |         | kʼ*, kxʼ | kǃʼqʼ etc. | (qʼ)       | qǃʼ etc.      |        |
| consonante oclusiva | grupo consonántico aspirado |        | dtʰ    | dtsʰ     |         | ɡkʰ*     | ɡǃh etc.   | ɢqʰ ~ ɴɢqʰ | ɢǃh etc.      |        |
| consonante oclusiva | grupo eyectivo              |        |        | dtsʼ     |         | ɡkxʼ     | ɡǃqʼ etc.  |            |               |        |
| Fricativa           | sorda                       | f*     |        | s        |         | x        | kǃx etc. ? |            |               | h*     |
| Nasal               | sonora                      | m      |        | n        | ɲ       | (ŋ)      | ŋǃ etc.    |            |               |        |
| Nasal               | glotalizada                 | mˀ     |        | nˀ       |         |          | ʔŋǃ etc.   |            |               |        |
| otros sonidos       | otros sonidos               |        | (l)    |          | dʲ ~ j  |          |            |            |               |        |

La nasal [ɲ] solo aparece entre vocales, [ŋ] solo al final de palabra (sólo en algunos dialectos), se cree que podrían ser alófonos.  
Existen grupos consonánticos adicionales: [pʼkxʼ, tx, dtx, tsʰx, dtsʰx, tʼkxʼ, dtʼkxʼ, tsʼkxʼ, dtsʼkxʼ]. Los clics como [ŋ̊ǃ, ŋ̊ǃʰ, kǃˀ, ɡǃkx] no encajan en la tabla.
También hay cinco manifestaciones de los clics: bilabiales, dentales, laterales, alveolares y palatales
Estos sonidos son perfectamente normales en esta lengua y se prefieren en posición inicial de palabra a los no clics.
| clics africados  | clics africados | clics africados | clics "afilados" | clics "afilados" |                                       | análisis DoBeS CC |
| clics bilabiales | clics dentales  | clics laterales | clics alveolares | clics palatales  |                                       | análisis DoBeS CC |
| kʘ               | kǀ              | kǁ              | kǃ               | kǂ               | tenue (k)                             | kǂ                |
| qʘ               | qǀ              | qǁ              | qǃ               | qǂ               | uvular tenue (q)                      | kǂ + q            |
| ŋ̊ʘ               | ŋ̊ǀ              | ŋ̊ǁ              | ŋ̊ǃ               | ŋ̊ǂ               | nasal sorda (ŋ̊)                       | ŋ̊ǂ                |
| ɡʘ               | ɡǀ              | ɡǁ              | ɡǃ               | ɡǂ               | sonora (ɡ)                            | ɡǂ                |
| ɢʘ               | ɢǀ              | ɢǁ              | ɢǃ               | ɢǂ               | (prenasalizada) uvular sonora (ɢ, ɴɢ) | kǂ + ɢ            |

El proyecto DoBes toma el análisis de Traill para intentar demostrar que solo 20 clics son básicos y el resto de casos son grupos formados por x, kxʼ, q, ɢ, qʰ, ɢqʰ, qʼ, ʔ, h y también mˀ or nˀ.

## Gramática
Taa es una lengua con orden Sujeto Verbo Objeto, coloca los verbos en serie sin que estos establezcan dependencia y emplea inflexión prepositiva. Los genitivos, adjetivos y cláusulas relativas y numerales se colocan después del nombre al que se refieren. La reduplicación se emplea en para formar oraciones causativas. Hay siete formas de concordancia nominal en dos tonos que ese combinan en nuevo o más géneros gramaticales. La cooncordancia ocurre en pronombres, verbos transitivos (con el objeto directo), adjetivos, preposiciones y otras partículas.